# Erik Ode
Erik Ode (6 de noviembre de 1910 - 19 de julio de 1983) fue un actor y director de nacionalidad alemana. Fue sobre todo conocido por interpretar al Comisario Herbert Keller en la serie televisiva Der Kommissar en los años 1970.

## Biografía
Nacido en Berlín, Alemania, su nombre completo era Fritz Erik Signy Odemar. Hijo del actor Fritz Odemar (1890-1955), que había actuado en numerosos filmes de Universum Film AG, y de la actriz Erika Nymgau-Odemar, entró casi de inmediato en contacto con el mundo del espectáculo, formándose en Stendal, Saarbrücken y Berlín. Con solo doce años debutó en el cine actuando junto a actores de la talla de Asta Nielsen y Henny Porten en la cina muda I.N.R.I., una producción bíblica dirigida en 1923 por Robert Wiene.
Ya adulto aprendió la técnica fotográfica, siendo primero cámara y después ayudante de dirección de Otto Kanturek: sin embargo pronto abandonó ese trabajo para dedicarse de manera definitiva a la actuación. En 1928 obtuvo su primer compromiso en el Theater am Schiffbauerdamm de Berlín. Ese mismo año, y también en Berlín, fundó con Max Colpet el cabaret Anti. Los años 1930 fueron muy intensos para el joven actor, que actuó en los principales teatros de Berlín, y que en paralelo trabajó en numerosas producciones de Universum Film AG, desarrollando una brillante carrera cinematográfica que le llevó a actuar en cerca de 47 películas entre 1930 y 1947, llegando incluso a trabajar en cuatro filmes en un único año. En 1930, tras varios papeles sin créditos, obtuvo un papel de reparto (el de un joven estudiante) en el musical de Karl Hartl Ein Burschenlied aus Heidelberg. En 1931 tuvo la ocasión de reafirmar su talento encarnado al tímido Brenken en el film Kadetten, de Georg Jacoby. Mientras tanto continuaba con su carrera teatral, haciendo diversas giras por Europa: desde 1939 a 1943 trabajó en el Teatro Nacional de Múnich, donde obtuvo numerosos éxitos, a pesar de tener que cumplir su servicio militar. En 1943 trabajó en Noruega y en Francia en espectáculos representados en el frente para la Wehrmacht. Durante la Segunda Guerra Mundial, de hecho, Ode fue activo en el ámbito del entretenimiento de las tropas, siendo oficial telegrafista hacia el final del conflicto, momento en el cual fue hecho prisionero y encarcelado en el campo de prisioneros de Fürstenwalde.
Con el final de la guerra empezó una nueva vida para Ode. Enseguida encontró trabajo en el Teatro en Kurfürstendamm, y volvió a hacer cabaret. Además, se ocupó de la dirección de audio del nuevo canal radiofónico nacional Nordwestdeutscher Rundfunk. En 1948 fue director principal de la emisora Rundfunk im amerikanischen Sektor, la empresa radiofónica del sector estadounidense de la Berlín ocupada por los Aliados. 
En el teatro actuó en Pigmalión (de George Bernard Shaw) y en La tía de Carlos. Al mismo tiempo, en Berlín trabajaba como actor de voz para Metro-Goldwyn-Mayer, doblando a Fred Astaire, Gene Kelly, Bing Crosby y Cary Grant. En la versión alemana de Cantando bajo la lluvia, Ode dobló a Gene Kelly no solamente en los diálogos, sino también en las canciones, que fueron traducidas al alemán.
A partir de los años 1950, Ode estuvo cada vez más ocupado tras el escenario, tanto en el teatro como en la pantalla. Herrliche Zeiten, rodada en 1950, fue su primer film como director. La cinta recibió numerosas críticas positivas y abrió el camino para que Ode dirigiera otras producciones, en su mayoría musicales brillantes y despreocupados, como Scandalo all'ambasciata (1950, con Viktor de Kowa y Jeanette Schultze), Der Kampf der Tertia, Schlagerparade, An jedem Finger zehn, Ohne Mutter geht es nicht y ...e la sera alla Scala (1958, con Caterina Valente). Once años después de su debut como director, Ode volvió a actuar en el teatro, aunque para llegar de nuevo al éxito debió esperar otros siete años.
Como actor no estuvo muy activo hasta que en 1969 el productor Helmut Ringelmann quiso que el casi sesentón trabajara para la nueva serie televisiva de ZDF titulada Der Kommissar. La serie le daría legendaria fama en la televisión alemana, siendo también conocido fuera de su país. Tan significativo fue su trabajo en esa producción, que su biografía de 1972 fue titulada "Der Kommissar und ich. Die Erik Ode Story". Su interpretación del flemático e inflexible comisario Herbert Keller se inició el 3 de enero de 1969, y se prolongó siete temporadas, con un total de 97 episodios.
Com el comisario al que interpretó, en su vida privada también era un hombre bastante reservado. En 1942 se casó con la actriz vienesa Hilde Volk. En 1982 obtuvo un fracaso teatral en Múnich, decidiendo retirarse definitivamente de la escena. Erik Ode falleció al siguiente año, el 19 de julio de 1983, a causa de un paro cardiaco ocurrido en su casa en Kreuth, Alemania, junto al lago Tegernsee. Cumpliendo con su voluntad, sus restos fueron incinerados y las cenizas esparcidas en el Mar Báltico, a seis kilómetros de Neustadt in Holstein.

## Premios
- 1970 : Premio Bambi de oro a la mejor serie alemana (Der Kommissar)
- 1971 : Premio Bambi de oro a la serie más querida (Der Kommissar)
- 1972 : Premio Bambi de oro a la mejor serie (Der Kommissar)
- 1972 : Premio Verleihung der Goldenen Kamera categoría Bester Krimiheld
- 1975 : Premio Bambi de oro a la mejor serie alemana votada por el público (Der Kommissar)
- 1980 : Tercer puesto del premio Verleihung der Goldenen Kamera, categoría Beliebtester Krimiheld, tras Horst Tappert y Hansjörg Felmy.

## Filmografía

### Actor

#### Televisión
- 1961 : Rosen für Marina, de Wolf Dietrich
- 1963 : Meine Frau Susanne, episodio Der Führerschein, de Erik Ode
- 1964 : Das Kriminalmuseum, episodio Der stumme Kronzeuge, de Wolfgang Becker
- 1964 : Der Kaiser vom Alexanderplatz, de Erik Ode
- 1964 : Wachet und singet, de Theodor Grädler
- 1964 : Spätsommer, de Peter Beauvais
- 1964 : Wachet und singet, de Theodor Grädler
- 1965 : Die fünfte Kolonne, episodio Besuch von drüben, de Helmuth Ashley
- 1965 : Das Kriminalmuseum, episodio Der Brief, de Jürgen Goslar
- 1965 : Mrs. Cheney's Ende, de Erik Ode
- 1966 : Die fünfte Kolonne, episodio Die ägyptische Katze, de Helmuth Ashley
- 1966 : Förster Horn, episodio Ein gemütlicher Sonntag, de Erik Ode
- 1966 : Förster Horn, episodio Schlingensteller am Werk, de Erik Ode
- 1966 : Förster Horn, episodio Ein guter Einfall, de Erik Ode
- 1966 : Förster Horn, episodio Die Giftpilze, de Erik Ode
- 1966 : Förster Horn, episodio Das Jubiläum, de Erik Ode
- 1966 : Förster Horn, episodio Not am Mann, de Erik Ode
- 1966 : Der schwarze Freitag, de August Everding y Günter Meincke
- 1967 : Tagebücher, de Kurt Wilhelm
- 1967 : Die Flucht nach Holland, de Ludwig Cremer
- 1967 : Das Kriminalmuseum, episodio Die Reisetasche, de Erich Neureuther
- 1968 : Der Mann, der keinen Mord beging, 7 episodios, de Hans Quest
- 1969-1976 : Der Kommissar (97 episodios)
- 1972 : Die Glückspirale, de Dieter Pröttel
- 1972 : Alexander Zwo, episodio Zum Abschuß freigegeben, de Franz Peter Wirth
- 1974 : Hallo - Hotel Sacher … Portier!, episodio Mein Freund Uwe, de Hermann Kugelstadt
- 1979-1981 : Sonne, Wein und harte Nüsse (21 episodios)
- 1979 : Die Geisterbehörde, de Wilm ten Haaf
- 1980 : Pygmalion, de Hans W. Reichel y Rolf von Sydow
- 1982 : Schuld sind nur die Frauen, de Rolf von Sydow y Eugen York

### Director
- 1950 : Herrliche Zeiten, documental codirigido con Günter Neumann
- 1950 : Skandal in der Botschaft
- 1952 : Das Land des Lächelns, codirigida con Hans Deppe
- 1952 : Der Kampf der Tertia
- 1953 : So ein Affentheater
- 1953 : Schlagerparade
- 1954 : Der erste Kuß
- 1954 : An jedem Finger zehn
- 1954 : Heldentum nach Ladenschluß, episodio Captain Fox
- 1955 : Wunschkonzert
- 1955 : Musik im Blut
- 1956 : Bestseller
- 1956 : Lügen haben hübsche Beine
- 1956 : Der Mustergatte
- 1957 : Eine grosse Liebe (TV)
- 1957 : Einmal eine grosse Dame sein
- 1957 : Liebe, Jazz und Übermut
- 1958 : ...und abends in die Scala
- 1958 : Ohne Mutter geht es nicht
- 1958 : Scala - total verrückt
- 1959 : Was eine Frau im Frühling träumt, codirigida con Arthur Maria Rabenalt
- 1959 : Wenn das mein großer Bruder wüßte
- 1959 : Die Liebe des Jahres (TV)
- 1960 : Das Fenster zum Flur (TV)
- 1960 : Schlager-Raketen
- 1961 : Heute gehn wir bummeln
- 1962 : Bubusch (TV)
- 1962 : Theorie und Praxis (TV)
- 1963 : Das Ende vom Anfang (TV)
- 1963 : Feuerwerk (TV)
- 1963 : Meine Frau Susanne (serie TV), 20 episodios
- 1963 : Herr Lamberthier (TV)
- 1964 : Der Kaiser vom Alexanderplatz (TV)
- 1965 : Wolken am Himmel (TV)
- 1965 : Mrs. Cheney's Ende (TV)
- 1966 : Förster Horn (serie TV), 13 episodios
- 1966 : Die Witzakademie (serie TV), episodio Worüber lacht der Mensch? Teil 2
- 1967 : Crumbles letzte Chance (TV)
- 1967 : Keine Leiche ohne Lily (TV)
- 1967 : Liebesgeschichten (serie TV), episodio Nach all den Jahren
- 1970 : Der Kommissar (serie TV), episodio Eine Kugel für den Kommissar
- 1971 : Der Kommissar (serie TV), episodio Kellner Windeck
- 1974 : Der Kommissar (serie TV), episodio Die Nacht mit Lansky
- 1977 : Preussenkorso 45-48 (TV)
- 1979 : Derrick (serie TV), episodio Die Versuchung
- 1980 : Derrick (serie TV), episodio Eine unheimlich starke Persönlichkeit

## Autobiografía
- Erik Ode, Der Kommissar und ich. Die Erik-Ode-Story, Goldmann, Múnich 1975 (Goldmann-Gelbe, Band 3376) licencia de Schulz-Verlag, Múnich, Percha. ISBN 3-442-03376-4 (primera edición en 1972)